# El llibre de l'honor
Lo llibre del honor (El llibre de l'honor, en català normatiu) és una tragèdia en tres actes i en vers, original de Frederic Soler, amb la col·laboració de Manuel Mata i Maneja i estrenada la nit del 2 d'octubre de 1883, al teatre Romea.
L'acció té lloc al Castell de Rocacorba de l'Empordà, després de la batalla de Las Navas de Tolosa.

## Repartiment de l'estrena
- La comtessa Èlia: Concepció Pallardó
- Rosa-Maria: Carme Parreño
- Comte de Rocacorba: Teodor Bonaplata
- Conrad: Hermenegild Goula
- Mestre Norbert: Miquel Pigrau
- El Pelegrí: Jaume Virgili
- El patge Rodolf: Lluís Muns
- El patge Fadric: Fèlix Muxart
- El patge Fidel: Josep Borrell
- Soldats, patges, escuders.

## Edicions
- 2ª ed.: La Escena Catalana. Any VIII (segona època). Barcelona, 24 gener 1925. Núm. 170